# Verchnedonskoj rajon
Il Verchnedonskoj rajon, in russo Верхнедонской район?, è un rajon dell'Oblast' di Rostov, nella Russia europea. Istituito nel 1924, il capoluogo è Kazanskaja.